# Форель (подводная лодка, 1917)
«Форель» — российская подводная лодка типа «Барс». Строилась в 1914—1918 годах, достраивалась как подводный минный заградитель, но так и не была достроена. Входила в состав Балтийского флота.

## История строительства
«Форель» была номинально заложена 3 июля 1914 года на заводе «Ноблесснер» в Ревеле, предназначалась для Сибирской военной флотилии. Фактически строительство корабля было передано Балтийскому заводу в Санкт-Петербурге. 27 февраля 1915 года лодка включена в списки Балтийского флота, передача Сибирской флотилии была отменена. 26 октября 1916 года из-за острой потребности Балтийского флота в подводных минных заградителях было принято решение переоборудовать лодку. «Форель» получила устройство для постановки мин по образцу подводной лодки «Краб». Установка внутренних горизонтальных минных труб, располагавшихся на протяжении со 140-го по 218-й шпангоут, потребовала значительных переделок корпуса, особенно в кормовой части. Основным вооружением корабля стали 42 морские мины типа «ПЛ» в двух минных трубах, из торпедного вооружения были оставлены только два носовых аппарата калибра 457 мм. Кроме «Форели» по этому проекту был переоборудован «Ёрш».
Спуск «Форели» на воду состоялся осенью 1917 года, по состоянию на конец года готовность корабля составляла 90 %.
В апреле 1918 года «Форель» была зачислена в состав 2-го дивизиона Дивизии подводных лодок Балтийского моря, но уже 1 мая того же года переведена в 1-й дивизион, состоявший из резервных и недостроенных лодок. 4 августа зачислена в состав резервного дивизиона, 15 марта 1919 года исключена из дивизиона в связи с его расформированием, числилась в достройке.
20 декабря 1920 года получила бортовой номер «13», 1 октября 1921 года возможно была переименована в «ПЛ-13».
К 1921 году статус строительства лодки стал непоправимо ухудшаться, так как она разукомплектовывалась для обеспечения ремонта действующих однотипных лодок типа «Барс», с этого времени достройка была остановлена, лодка до 1925 года находилась в Петроградском военном порту.
25 ноября 1925 года исключена из состава флота, в 1929 году её корпус использовался для тренировки подъёмных операций спасательным судном «Коммуна».
В 1951 году корпус «Форели» был разделан на металл в Ленинграде.

## Командиры
- январь — апрель 1917: Карабурджи Дмитрий Ставрович[1];
- апрель — сентябрь 1917: Попандопуло Георгий Николаевич[2];
- сентябрь 1917 — октябрь 1918: Соболев Константин Львович[3];
- январь — май 1921: Гарсоев, Александр Николаевич[4];
- май — сентябрь 1921: Бахтин, Александр Николаевич — начальник действующего дивизиона ПЛ Балтийского моря[5].